# Saint Helier (Jersey)
Saint Helier (in dialetto jèrriais Saint Hélyi; in francese Saint-Hélier), ufficialmente abbreviata in St Helier, è una città e parrocchia dell'isola di Jersey, capitale de facto del baliato di Jersey nonché città maggiore per numero di abitanti dell'arcipelago delle isole del Canale della Manica.
Ha una popolazione di 35 822 abitanti (censimento 2021) e la superficie della città si estende anche oltre i confini della parrocchia civile verso le confinanti St Clement e St Saviour.

## Geografia fisica

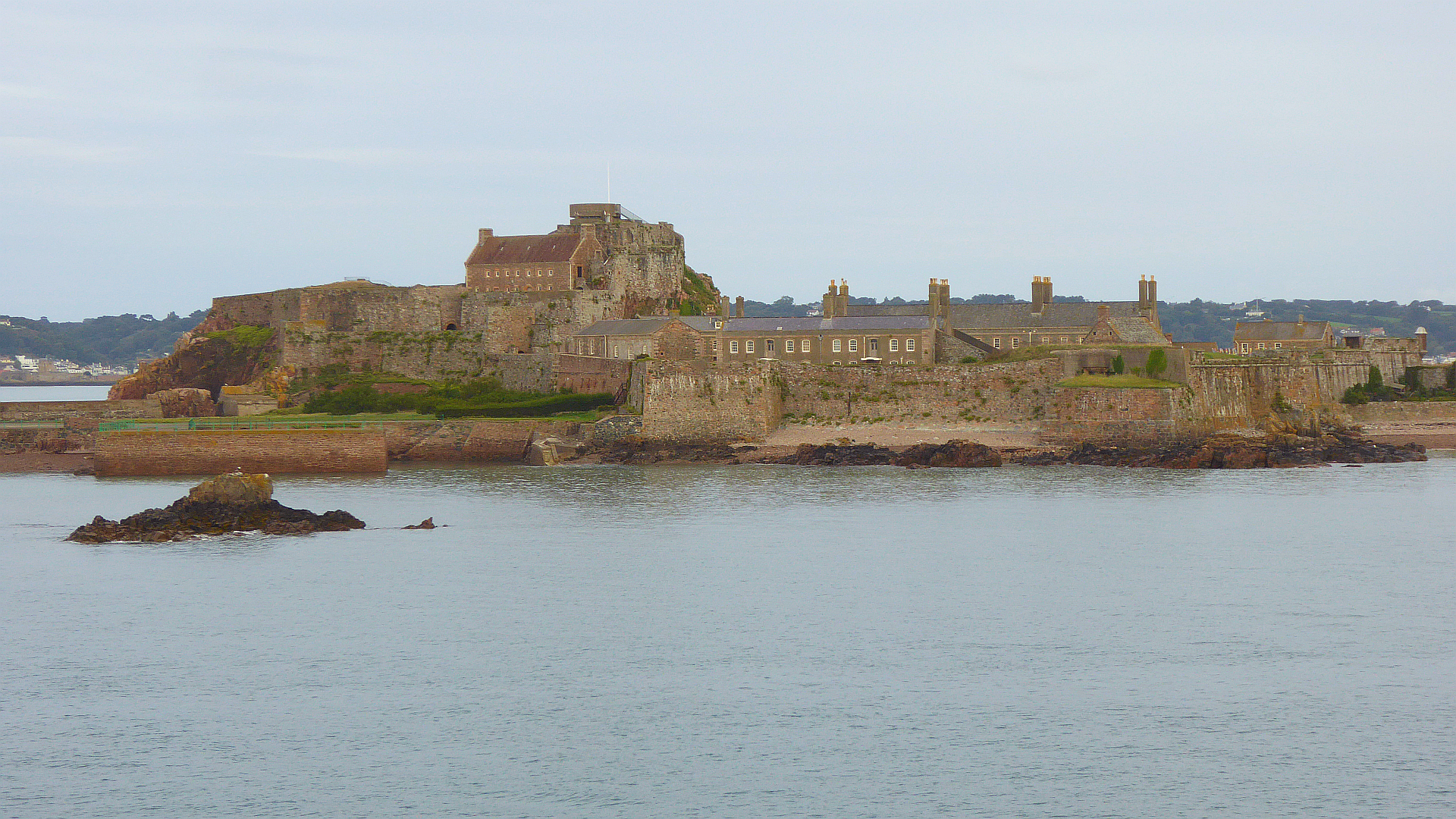
L'isolotto L'Islet, che ospita l'Elizabeth Castle.

La città è situata nella porzione sud-orientale dell'isola di Jersey, nell'arcipelago delle isole del Canale della Manica, e si affaccia sulla baia di St Aubin di fronte all'isolotto L'Islet, che è collegato alla terraferma ed è accessibile via terra con la bassa marea.
Geologicamente l'insediamento si sviluppa su diversi rilievi collinari (tra cui i maggiori sono mont de la Ville e mont Millais) costituiti da mudstone, siltite e arenaria in un ambiente prevalentemente paludoso e dunale.

## Origini del nome

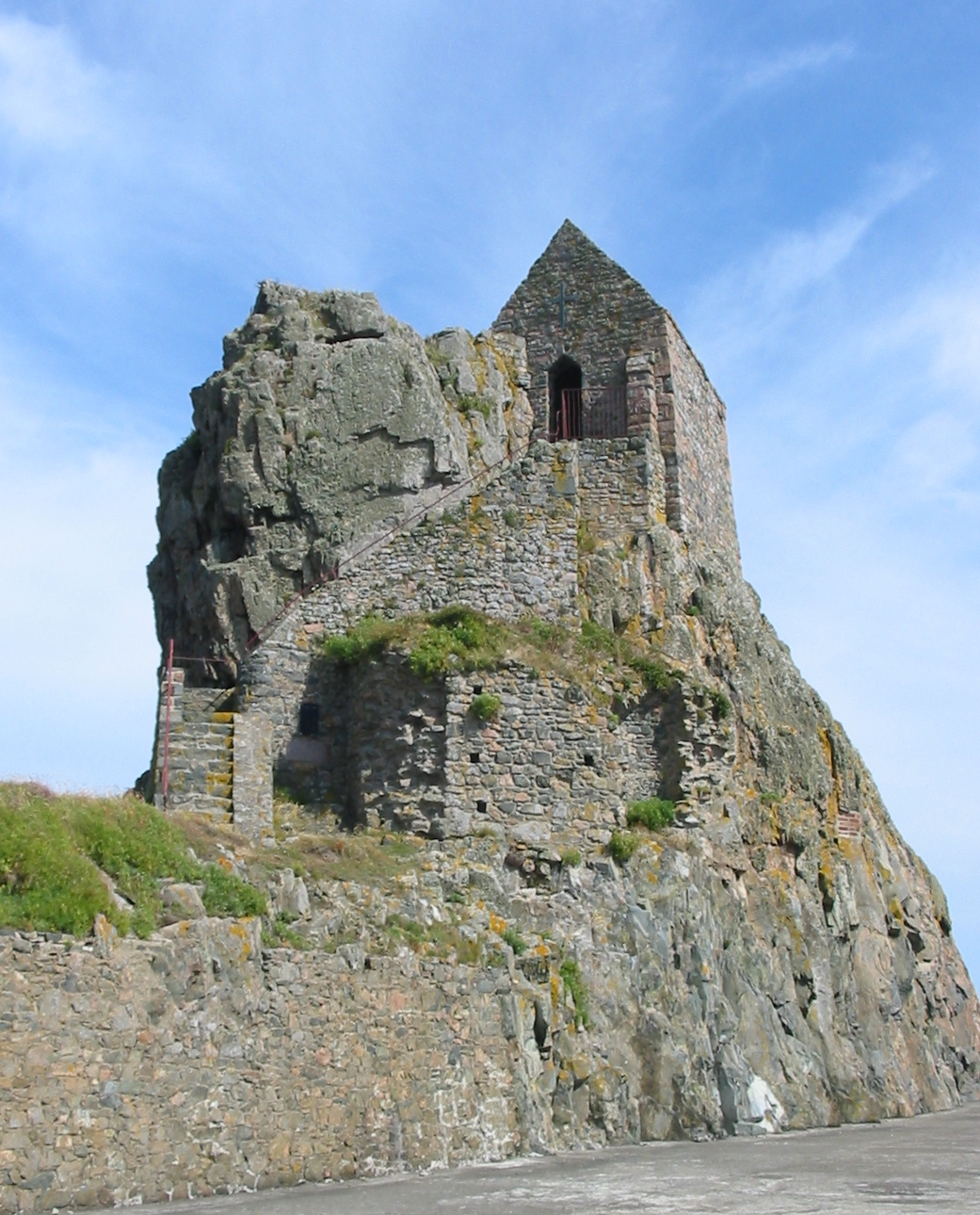
L'eremo di Sant'Elerio, meta di pellegrinaggio in occasione della ricorrenza.

Il nome della città ricorda il martire cristiano Elerio, eremita ascetico del VI secolo originario del Belgio e decapitato da pirati vichinghi sull'isola nel 555; Elerio è venerato come santo dalla Chiesa anglicana, dalla Chiesa cattolica oltre che dalla Chiesa ortodossa ed è considerato patrono di Jersey.

## Storia
Sono state rinvenute poche testimonianze di insediamenti preistorici presso St Helier; la principale testimonianza è stata il ritrovamento di un dolmen risalente all'età del ferro, poi esportato negli anni 1780 a Henley-on-Thames presso la casa del governatore Henry Seymour Conway.
Intorno al 540, secondo la tradizione, sull'isola si recò il monaco ascetico Elerio, che si stanziò probabilmente su uno degli isolotti della baia di St Aubin, dietro suggerimento dell'abate franco Marculfo con l'obiettivo di convertire al cristianesimo la piccola comunità di Jersey (che all'epoca avrebbe contato appena 30 abitanti). Elerio sarebbe stato decapitato nel 555 da pirati vichinghi e il suo eremo divenne un importante punto di riferimento per l'isola; sul sito dell'eremo furono costruiti una piccola cappella e un oratorio, seguiti poi da un monastero (distrutto intorno al X secolo) e dall'abbazia, fondata intorno al 1155 sull'isola tidale denominata L'Islet da Robert FitzHamon di Gloucester.
L'abbazia fu poi chiusa e abbandonata nell'ambito dello Scisma anglicano e al suo posto fu quindi costruito un castello, utilizzato come sede del governatore di Jersey e poi dedicato alla regina Elisabetta I da Walter Raleigh, governatore dell'isola dal 1600 al 1603. Il castello ha acquisito notorietà per aver ospitato Edward Hyde, I conte di Clarendon (1646-1648) e re Carlo II (nel 1646 e nel 1649) durante la sua fuga dalla Rivoluzione inglese.

### Simboli

Lo stemma di Saint Helier.

Lo stemma e la bandiera di St Helier rappresentano due asce d'armi dorate incrociate su sfondo blu; le due asce ricordano il martirio di Elerio, avvenuto secondo la tradizione per decapitazione, mentre il colore blu indica il colore del mare.

## Geografia antropica

### Suddivisioni amministrative

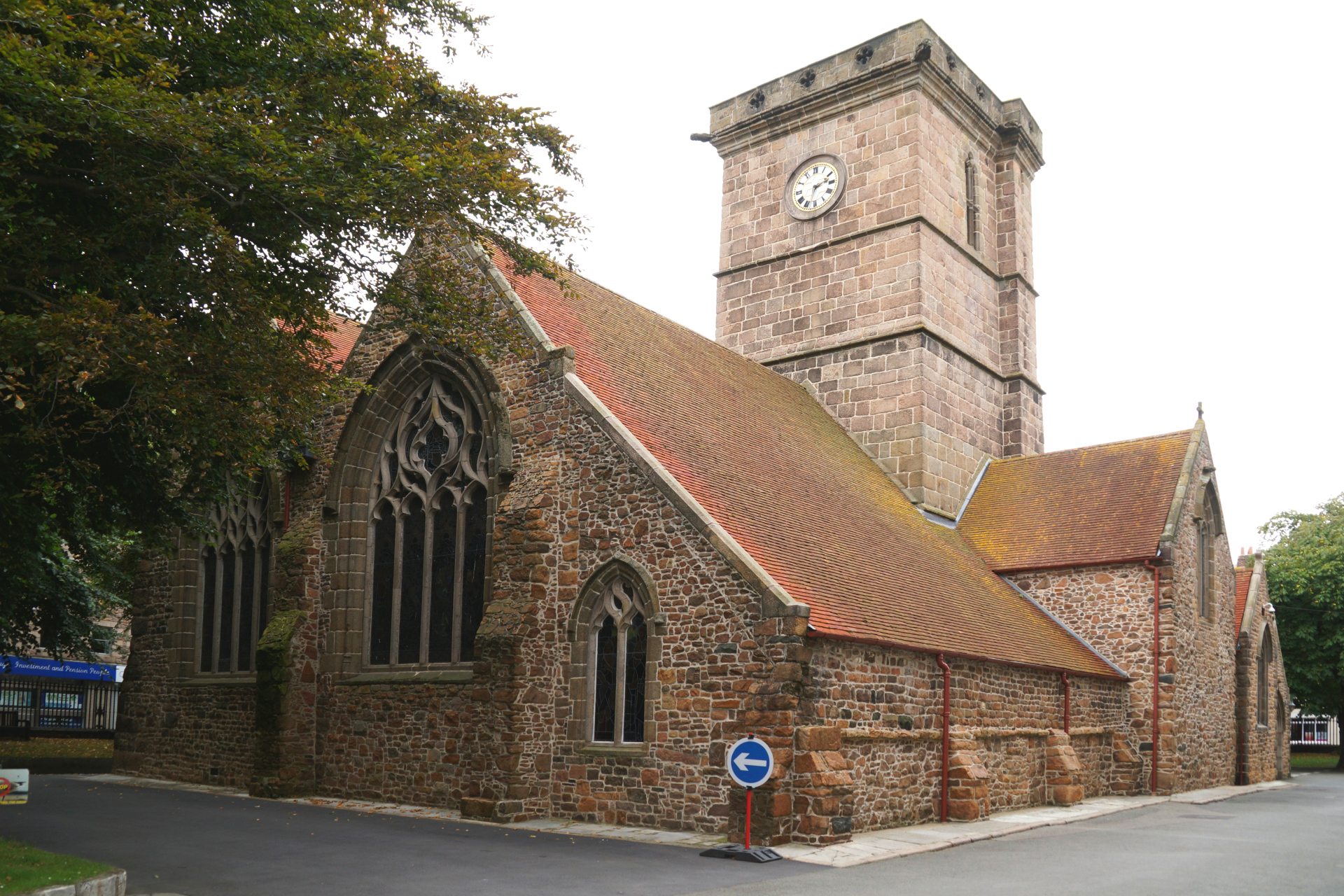
Chiesa parrocchiale di Saint Helier.

La parrocchia si divide in vingtaines per scopi amministrativi:
- La Vingtaine de la Ville
  - Canton de Bas de la Vingtaine de la Ville
  - Canton de Haut de la Vingtaine de la Ville
- La Vingtaine du Rouge Bouillon
- La Vingtaine de Bas du Mont au Prêtre
- La Vingtaine de Haut du Mont au Prêtre
- La Vingtaine du Mont à l'Abbé
- La Vingtaine du Mont Cochon

## Società

### Evoluzione demografica
St Helier è la parrocchia più popolate di Jersey, con 35 822 residenti nel 2021.
| 1991                             | 1996   | 2001   | 2021   |
| 28 123                           | 27 523 | 28 310 | 35 822 |
| Le statistiche iniziano dal 1991 |        |        |        |